# Chalcoscirtus nenilini
Chalcoscirtus nenilini är en spindelart som beskrevs av Yuri M. Marusik 1990. Chalcoscirtus nenilini ingår i släktet Chalcoscirtus och familjen hoppspindlar. Inga underarter finns listade i Catalogue of Life.